# 聖馬可中學

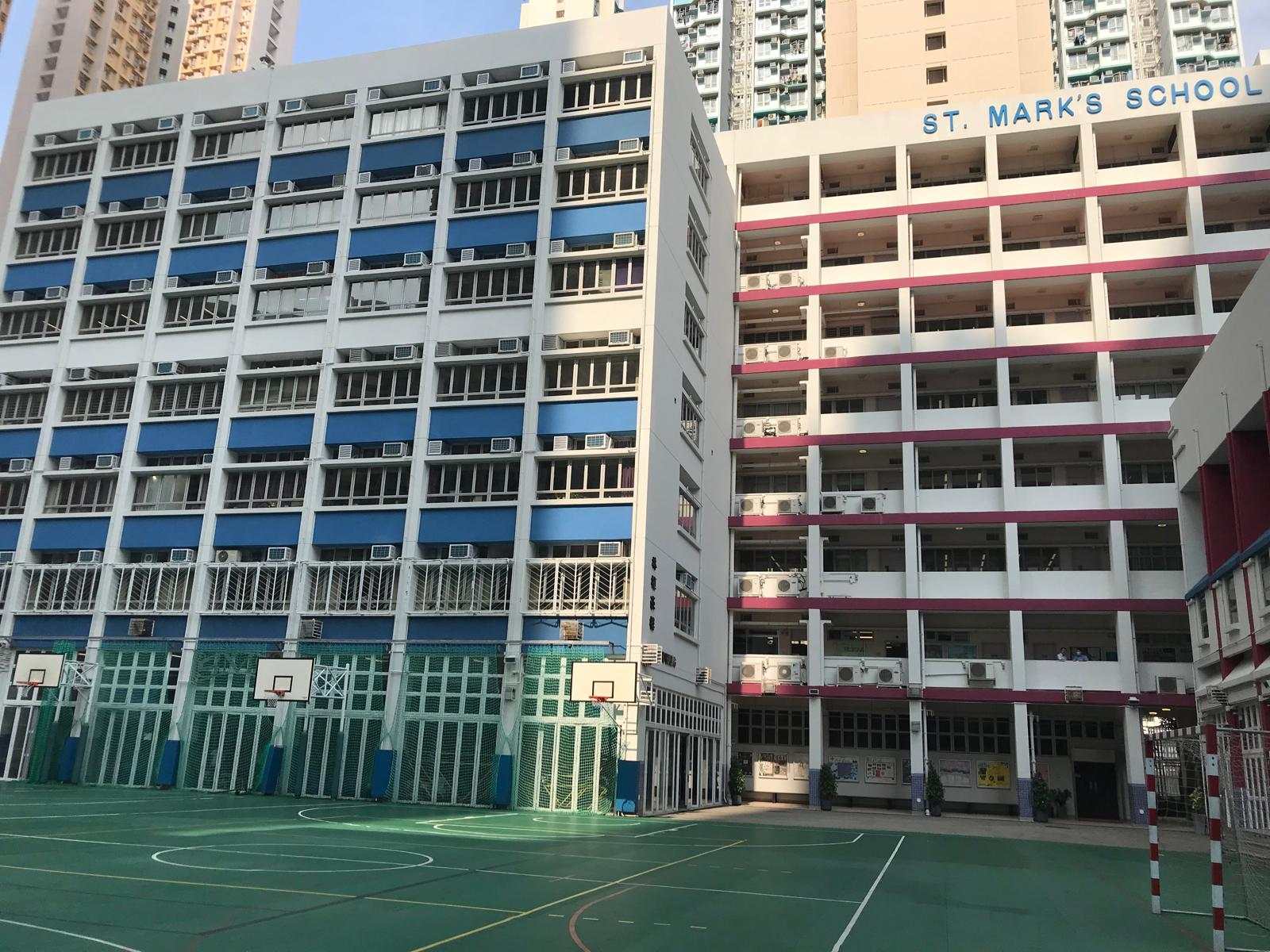
校內操場

聖馬可中學（英語：St. Mark's School），是一所於1949年創辦的英文中學，由香港聖公會營運，位於香港島筲箕灣愛秩序灣愛賢街18號，為香港補助學校議會22所成員學校之一，故被坊間稱為香港教會主辦的22間「傳統名校」之一。

## 校政管理
歷任校監
- 林植豪 先生（1949年-約1980年代內，創校校監）
- 冼壇善 先生（1980年代內）[4]
- 徐贊生 主教（1990年代初）
- 鄭慕智主教
- 袁海球博士

歷任校長
| 任次 | 姓名            | 任期      | 備註                             |
| ---- | --------------- | --------- | -------------------------------- |
| 1    | 胡素貞 博士     | 1949-1952 | 創校校長，兼任聖保羅男女中學校長 |
| 2    | 刁作謙 博士     | 1952-1955 | [ 5 ]                            |
| 3    | 潘紹華 法政牧師 | 1955-1963 | [ 6 ]                            |
| 4    | 毛禮士 牧师     | 1963-1971 | 後因病休假但留任校牧，最終辭職   |
| 5    | 許培之 先生     | 1971-1982 | 首年為署任校長，其後獲得真除     |
| 6    | 陳璐茜 女士     | 1982-2004 | 後轉職至港青基信書院             |
| 7    | 繆幗光 女士     | 2004-2012 |                                  |
| 8    | 潘紹慈 先生     | 2012-2017 |                                  |
| 9    | 顏婉瑩 女士     | 2017-2022 |                                  |
| 10   | 陳思茵 女士     | 2022-     |                                  |

歷任副校長
- 簡順發 先生（1993年 - 1995年期間擔任署理校長）
- 方宏濱 先生
- 李炳輝 先生
- 何景源 先生
- 鄭元山 先生
- 康仲賢 先生
- 王恆偉 先生
- 樂秀峯 先生

## 學校歷史
聖馬可中學創立於1949年，原本是位於中環己連拿利的聖保羅英文下午校，到1953年改名為聖馬可中學。1955年加入成為香港補助學校議會成員學校之一。1955年獲政府批准撥出筲箕灣道460號地皮興建新校舍，1956年4月展開工程，同年10月啟用。而當年遷校後的舊校舍則交由當時新創校的聖公會基恩小學使用。由於舊校舍空間仍然不足，聖馬可中學再於1998年申請現在位於愛秩序灣愛東邨的新校舍，其後於翌年獲批准。該校舍最終於2001年啟用。
於2000年，此校校董會曾擬申請毗鄰此校、現為中華基督教會基灣小學（愛蝶灣）的校舍，以擴辦小學及結為一條龍學校，但不果。及後，此校改為與同系聖巴西流小學結龍，但僅實施一年即於2006年解除關係，而該小學亦於2021年停辦。
值得一提的是，此校現時校舍的興建計劃，亦是全港最後一份付諸立法會表決的靈活式校舍建設計劃，以及最後一座建成的同類校舍，與愛東邨其他樓宇一併由香港寶嘉建築（時稱「法國寶嘉建築」）承建，並於2000年12月完工，翌年元旦起交付啟用。
截至2024年（第39屆），該校在香港傑出學生選舉共出產1名香港傑出學生。
聖馬可中學是於歷屆的香港中學文憑考試曾出產「7科5**狀元」（在甲類科目中至少3個選修科及4個核心科獲得5**成績）的43間學校之一，截至2025年，共有1位。

## 辦學宗旨
注重學生在下列五方面的均衡發展：追求知識、積極探究、認識社會文化、人際相處及健全體格。校方亦以有系統的計劃，培養學生在學業方面追求卓越。

## 校訓
聖馬可中學的校訓是「敏事正道」（希臘語：εὐθύς）出自聖經新約，意思是「應做的，立刻做」。當中的「敏」字指我們經三思、明辨是非，覺得正確就付諸實行，不再對先前的決定遲疑。

## 校友

### 政治界
- 張比德：前香港消防處處長（1961年中五）[24]
- 單日堅，SBS，CSDSM：前懲教署署長
- 歐陽方麗麗，SBS，JP：前統計處處長[25]
- 湯啟康：前香港教育署副署長和前聖公會曾肇添中學校長[26]（1965年中五）[27]
- 哈夢飛：創新科技署副署長
- 洪志傑：東區區議會區議員
- 黎國泳︰前元朗區議會水邊選區區議員
- 梁詠詩：前東區區議會筲箕灣選區區議員
- 邵嵐：香港本土派社運人士
- 施榮怡： 第12屆河南省政協常務委員

### 商業與金融界
- 張永霖，JP：中國聯通董事、前亞洲電視執行主席、前香港電訊董事總經理（1967年中六）
- 張寶華：上市公司管理層、電台節目主持人及專欄作家
- 王冠一：財經界名人、香港資深財經評論員、now 333 台環球金融快線主持。
- 黃靜鳴：前商業電台及無綫財經記者，現職澳門旅遊娛樂股份有限公司。
- 紀文鳳：香港商界人士、香港大學校務委員（1965年中五）[28]
- 藺常念：香港金融業人士、股評人（1965年中五）[27]

### 演藝界
- 梁榮忠：演員[29]
- 江芷妮：演員
- 羅靜雯：話劇製作人
- 傅穎：女歌手及演員，組合Cookies成員
- 楊崢：模特兒
- 黃家慰：模特兒
- 林子超：藝人（2007年中五）[30]
- 方育平：香港電影導演（1964年中五）[31]
- 韋然：填詞人，有「香港兒歌之父」之稱[註 2]
- 奚秀蘭：香港女歌手

### 教育界
- 謝伯開：保良局羅傑承 (一九八三) 中學及前保良局姚連生中學校長
- 顏婉瑩：此校前校長
- 樊偉堂：美國印第安那大學數學系助理教授、哈佛大學數學科學與應用中心研究員
- 譚德祐：香港眼科醫生、香港中文大學醫學院眼科榮譽助理教授
- 麥穗冬：英國修咸頓大學電子與計算機工程系副教授
- 陳詠智：北京首都師範大學名師講座教授、美國綠山學院和瀋陽音樂學院客座教授[32]

### 體育界
- 張培賢：香港田徑運動員、香港撐竿跳紀錄保持者

### 其他
- 徐贊生：前聖公會東九龍教區主教、曾任此校校監（肄業）[33]
- 謝敏如：資深生死教育工作者、同行力量創辦人、現為香港表達藝術治療協會治療師
- 陳培毓：現為香港伍倫貢學院高級講師、前香港物流協會議會理事、前教育培訓委員會主席、此校2022至2026年度校友校董[34][35]

## 參閱
- 香港教育
- 聖馬可小學

## 註解
1. ↑  最後一座啟用的同類校舍為東涌靈糧堂怡文中學，早於1999年完工，但曾先後丟空及外借，直至2002年才啟用。
2. ↑  有關韋然母校的資料，出自香港電台第一台廣播節目《舊日的足跡》於2024年2月4日的訪問。

## 外部連結
- 聖馬可中學網站 （页面存档备份，存于）
- 聖馬可中學空置舊校舍五年[永久]，《大公報》，2006-3-16
- 香港搜奇會：夜探聖馬可中學
- 傳說中的聖馬可中學[永久]
- 聖馬可中學舊址 （页面存档备份，存于）
- 我都有聖馬可...[永久]

22°16′53″N 114°13′35″E / 22.281318°N 114.226516°E